# Sarcophaga montivaga
Sarcophaga montivaga är en tvåvingeart som beskrevs av Zumpt 1961. Sarcophaga montivaga ingår i släktet Sarcophaga och familjen köttflugor. Inga underarter finns listade i Catalogue of Life.